# Hooksett
Hooksett est une ville du comté de Merrimack dans l'État du New Hampshire aux États-Unis. Sa population était 13 451 habitants au recensement de 2010.
La ville est située sur la rivière Merrimack entre Manchester, la plus grande ville de l'État, et Concord, la capitale. Sa superficie totale est de 97 km2.

## Source
- (en) Cet article est partiellement ou en totalité issu de l’article de Wikipédia en anglais intitulé « Hooksett, New Hampshire » (voir la liste des auteurs).